# Halpe arcuata
Halpe arcuata är en fjärilsart som beskrevs av Evans 1937. Halpe arcuata ingår i släktet Halpe och familjen tjockhuvuden. Inga underarter finns listade i Catalogue of Life.